# Fête du slip
Intitulée d'après une expression populaire, la Fête du slip, sous-titré Festival des sexualités, est un festival pluridisciplinaire ayant pour thème les sexualités qui s'est déroulé chaque année à Lausanne de 2012 à 2023. 
Il aborde les questions touchant au corps, à l'identité, au genre et aux différentes pratiques sexuelles à travers plusieurs disciplines comme le cinéma, les arts visuels, la danse, les arts performatifs, la musique ou la littérature, dans une optique de sexualité positive.
À partir de 2015, la Fête du slip accueille également une compétition internationale de courts-métrages pornographiques.

## Historique
Créé en 2012 par Stéphane et Viviane Morey, frère et sœur, puis lancé pour sa première édition officielle en 2013, le festival a lieu chaque année durant trois jours au début du mois de mars. Se déroulant au départ dans deux lieux différents à Lausanne (la librairie et galerie Humus et Le Bourg), le festival s'agrandit d'année en année jusqu'à impliquer six lieux culturels lausannois pour son édition 2016 : Les Docks, l'Arsenic, le Théâtre Sévelin 36 et l'espace Forma Art contemporain & Cabinet d'expertise. L'équipe du festival étant entièrement bénévole, l'événement est notamment financé grâce à des campagnes de recherche de fonds WeMakeit jusqu'en 2015, puis au travers de subventions publiques et privées. Le festival revendique une approche politique et féministe des sexualités en présentant notamment des projets artistiques affiliés à un type de pornographie alternative. Par ailleurs, le festival a également lancé en 2014 un magazine portant sur des sujets similaires intitulé « POV Paper ».
La dernière édition, qui voit la manifestation rebaptisée Festival artistique des affects, des genres et des sexualités (FdS), a lieu en 2023.

## Organisation

### Préliminaires
Une semaine avant le début de chacune des éditions du festival a lieu une soirée de lancement appelée Les Préliminaires. Cet évènement, tout comme le festival en lui-même, présente différents médiums en donnant lieu à des concerts, performances ou installations artistiques.

### Compétition Internationale
Depuis 2015, le festival comporte une compétition internationale de courts-métrages pornographiques dont une grande partie est présentée en première mondiale. Cette sélection est ensuite soumise à plusieurs jurys (l'édition 2015 comptant parmi ceux-ci Stephen des Aulnois, rédacteur en chef du Tag Parfait) qui décerneront entre autres le grand prix de la compétition : le Slip d'or.

### Arts visuels et Arts vivants
Tout un pan du festival est donc consacré aux arts visuels tels que la photographie, la peinture ou la vidéo, tandis qu'une importance égale est donnée aux arts vivants, avec des spectacles de danse contemporaine et des performances live.

### Musique
Les deux premiers soirs du festival, Le Bourg (ancien cinéma lausannois reconverti en boîte de nuit) accueille un grand nombre d'artistes pour des concerts regroupant différents styles musicaux. L'édition 2015 a notamment accueilli Rebeka Warrior, moitié du groupe Sexy Sushi.

### Aspect interactif
Le festival comporte également un aspect interactif, puisqu'il propose chaque année divers ateliers ouverts au public ainsi que plusieurs tables rondes discutant des questions implicitement ou explicitement abordées au cours des nombreux événements du festival. D'autre part, une grande partie des artistes est invitée au cours du week-end et est donc présente - tout comme certain.e.s théoricien.ne.s et sociologues travaillant les questions du genre et des sexualités - pour introduire quelques événements en particulier. L'édition 2013 a notamment bénéficié de la présence de Cynthia Kraus, philosophe à l'origine de la traduction française de Trouble dans le genre.